# Chronologie de l'abolition de l'esclavage

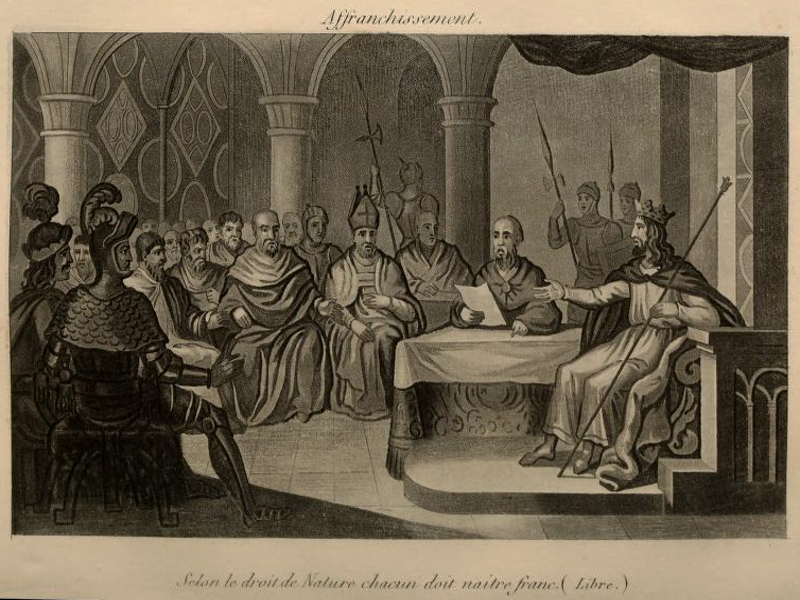
Illustration de l'édit de 1315 de Louis X interdisant l'esclavage sur le sol de France.

La chronologie de l'abolition de l'esclavage à travers le monde débute depuis l'Antiquité et se prolonge jusqu'à notre époque.

## VIIesiècle
- 657-664 : la reine Bathilde, captive des corsaires et vendue à Erchinoald, devient reine des Francs et fait interdire le commerce des esclaves en Francie[1],[2],[3].

## IXesiècle
- 873 : la lettre apostolique Unum est du pape Jean VIII exhorte les princes de Sardaigne d'affranchir les esclaves vendus par les Grecs[4],[5].

## XIIIesiècle
- 1222 : Soundiata Keïta abolit l'esclavage en créant l'empire du Mali, acte qui serait reflété dans la charte du Manden (dont l’authenticité est contestée par certains universitaires). L'abolition ne sera toutefois pas longtemps appliquée et Tombouctou deviendra même un des trois grands centres de la traite transsaharienne[6].

## XIVesiècle
- 3 juillet 1315 : édit du roi de France, Louis X, affirmant que « selon le droit de nature, chacun doit naître franc ». Officiellement, depuis cette date, le sol de France affranchit l'esclave qui le touche[7].
- 1335 : abolition de l'esclavage dans le Royaume de Suède, qui comprend alors aussi la Finlande actuelle[8].

## XVesiècle
- 1435 : la bulle pontificale Sicut dudum du pape Eugène IV condamne l'esclavage pratiqué sur les indigènes des îles Canaries (les Guanches), sous peine d'excommunication[9].
- 1462 : le pape Pie II, dans la lettre Rubicensem du 12 avril 1462, adressée à l'évêque de Guinée portugaise, qualifie l'esclavage des Noirs de grand crime (magnum scelus)[10].
- 1496 : Isabelle la Catholique, reine de Castille et d'Aragon, laisse entendre clairement à Christophe Colomb qu'elle ne tolérera plus la mise en esclavage des Indiens[11].

## XVIesiècle
- 1537 : le pape Paul III interdit formellement l'esclavage des Indiens d'Amérique et de tout peuple qui viendrait plus tard à être découvert (lettres Pastorale officium du 29 mai puis Veritas ipsa du 2 juin, et bulle pontificale Sublimis Deus du 9 juin).
- 1542 : l'empereur Charles Quint promulgue les Leyes Nuevas qui interdisent l'esclavage des Indiens d'Amérique.
- 1550-1551 : controverse de Valladolid, initiée par Charles Quint, « pour déterminer la manière dont les Indiens peuvent être légitimement soumis et convertis »[12].
- 1588 : abolition de l'esclavage dans la république des Deux Nations (Pologne-Lituanie)[13]

## XVIIesiècle
- 1646 : Enquiries into vulgar and common errors de l'anglican anglais Thomas Browne trace une taxonomie des erreurs de la « pseudo-science épidémique », où il ridiculise l'argument voulant que les Noirs soient faits, en raison de la couleur de leur peau, pour le travail manuel dans le cadre de l'esclavage, qui émerge alors à la Barbade, où la population d'esclaves grimpe de 500 à 4 000 personnes entre 1640 et 1645, avec les premières plantations de canne à sucre chassant les planteurs de tabac. Le livre ne sera traduit en Français qu'en 1733 sous le titre Opinions reçues comme vraies qui sont fausses et douteuses.
- 1688 : la protestation de Germantown est la première officielle contre l'esclavage aux États-Unis, publiée par quatre colons allemands sur le site de la future ville de Philadelphie, parmi lesquels le luthérien Francis Daniel Pastorius et trois quakers d'origine allemande, Garret Hendericks, Derick op den Graeff et Abraham op den Graeff, tous récemment établis dans la toute nouvelle colonie.

## XVIIIesiècle
- 1758 : les quakers américains condamnent toute participation au commerce des esclaves, acte suffisant pour être exclus de leur société. Les quakers anglais leur emboîtent le pas en 1761.
- 1772 : l'arrêt Somerset de Lord Mansfield marque l'abolition de facto de l'esclavage en Angleterre et pays de Galles, bien avant son abolition de jure en 1833.
- 1777 : abolition de l'esclavage dans le Vermont
- 1783 : première pétition présentée au Parlement anglais pour l'abolition de l'esclavage aussi aux Antilles[14],[15].
- 1783 : William Wilberforce se lie à James Ramsay
- 1784 : James Ramsay, chirurgien naval et pasteur aux Antilles publie une enquête menée pendant trois ans sur la traite négrière[16].
- 1786 :
  - Thomas Clarkson publie à son tour une enquête dénonciatrice[17].
  - lettre de Charles Middleton, chef suprême de la Royal Navy demandant à William Wilberforce de faire avancer la cause de l’abolition devant le Parlement[18],[19].
- 1786-1793 : expérience d'affranchissement graduel en Guyane par La Fayette[20].
- 1788 :
  - 19 février en France, création de Société des amis des Noirs, notamment par Brissot
  - une pétition de la Société anglaise pour l'abolition de Thomas Clarkson, influencée par l'action des quakers depuis un siècle d'abolitionnisme anglo-saxon, obtient une enquête du Conseil privé de la Couronne britannique[21].
  - l’œuvre de l'ex-esclave Cugoano est traduite en français après seulement un an.
- 1790 : l'ex-esclave Olaudah Equiano, épouse une anglaise.
- 1791 : cérémonie du Bois Caïman et révolte des esclaves à Saint-Domingue. campagnes « anti-saccharistes », pour le boycott du sucre[22].
- 1791 : Robespierre vote seul à gauche contre la constitutionnalisation de l'esclavage, réclamant ainsi l'égalité des droits entre blancs et noirs et l'abolition immédiate de la traite négrière et l'abolition de l'esclavage.
- 1792 :
  - des pétitions massives pour l'abolition, au nombre de 519, totalisent 390000 signatures en 1792[23],[22], selon les calculs de l'historien, Seymour Drescher[22].
  - le Danemark prévoit l'interdiction de la traite des Noirs dans un délai de dix ans[24].
- 1793 : le 23 août, le commissaire de la République Léger-Félicité Sonthonax abroge le code noir et abolit l'esclavage dans la province du Nord de la possession française de Saint-Domingue, actuel Haïti.
- 1794 : 1re abolition de l'esclavage en France. La Convention montagnarde vote le décret d’abolition de l’esclavage no 2262 du 16 pluviôse de l’an II (4 février 1794).

## XIXesiècle
- 1801 : Quand le général Toussaint Louverture s'empare de la partie espagnole de l'île d'Hispaniola (Capitainerie générale de Saint-Domingue, actuelle République dominicaine), il y proclame l'abolition de l'esclavage au nom de la République française. Celle-ci était déjà effective depuis 1793-1794 dans la partie occidentale[25].
- 1802 :
  - par la loi sur la traite des noirs et le régime des colonies du 30 floréal an X (20 mai 1802), Napoléon Bonaparte maintient l'esclavage, conformément à la législation en vigueur avant 1789, à la Réunion et sur les colonies restituées à la France lors de la paix d'Amiens (Martinique, Sainte-Lucie,...) où l'esclavage n'avait pas été aboli.
  - l'arrêté consulaire du 27 messidor an X (16 juillet 1802) rétablit l'esclavage en Guadeloupe conformément à la législation en vigueur avant 1789.
  - un arrêté consulaire du 16 frimaire an XI (7 décembre 1802) rétablit l'esclavage en Guyane[26].
- 1803 : le 1er janvier, le Danemark interdit la traite négrière, conformément à la loi de 1792[27].
- 1804 : le 1er janvier, Haïti proclame son indépendance en vainquant les troupes françaises de Napoléon Bonaparte, de fait l'esclavage et la traite sont à nouveau abolis dans l'ancienne colonie française de Saint-Domingue. Cette abolition fait d'Haiti le premier pays des temps modernes à abolir définitivement l'esclavage.
- 1807 : interdiction officielle de la traite des noirs au Royaume-Uni.
- 1815 :
  - 8 février : les puissances européennes réunies au congrès de Vienne s'engagent dans une déclaration commune à mettre fin à la traite négrière.
  - 29 mars : de retour de l'île d'Elbe, Napoléon interdit par décret impérial la traite des Noirs peu avant la défaite française à Waterloo, sachant que la traite est déjà abolie par l'Angleterre, maitresse des mers, depuis 8 ans.
- 1817 : l'introduction d'esclaves noirs dans les colonies françaises est interdite par l'ordonnance royale du 8 janvier.
- 1818 : trois ans après l'engagement pris à Vienne, la France interdit légalement la traite négrière par la loi du 15 avril 1818. Cette loi restera cependant très peu appliquée jusque vers l’année 1831.
- 1821 : Pérou : José de San Martín décrète la liberté de tous les enfants des esclaves nés à partir de cette date, l’émancipation graduelle de ceux nés auparavant et l’interdiction du trafic négrier. L'État du Liberia est fondé en Afrique de l'ouest par une société américaine de colonisation pour y installer des noirs libérés. En 1847, le Liberia est un des premiers pays africains indépendants.
- 1822 : Le président haïtien, Jean-Pierre Boyer, en réunifiant toute l'ile d'Hispaniola sous son autorité, abolit l'esclavage en République dominicaine le 9 février 1822[28]. En effet, le droit haïtien qui interdit l'esclavage en Haïti depuis 1804, devint automatiquement applicable dans partie orientale de l'ile (l'actuelle République dominicaine), qui incorpora la République haïtienne en cette année de 1822.
- 1823 : 24 juillet, abolition de l'esclavage au Chili[29].
- 1824 : 24 avril[30] abolition de l'esclavage au Costa Rica et dans les États d'Amérique centrale[31].
- 1826 : 26 octobre, en Bolivie[29].
- 1827 : en France, la loi du 25 avril 1827 voulue par le roi Charles X fait de la traite des Noirs un crime, et non plus un délit.
- 1829 : le président Vicente Guerrero abolit par décret l'esclavage au Mexique[32].
- 1830 : abolition de l'esclavage en Uruguay.
- 1831 : en France, durcissement des peines encourues pour traite négrière, la loi du 4 mars 1831 prévoit jusqu'à 30 ans de travaux forcés.
- 1833 : promulgation de l'abolition bill qui prévoit une abolition progressive de l'esclavage dans les colonies britanniques (Jamaïque; Trinité-et-Tobago, la Barbade, Grenade, le Cap en Afrique du Sud). Il prévoit le maintien de l'esclavage urbain jusqu'en 1838 et de l'esclavage rural jusqu'en 1840. La libération de tous les esclaves est décrétée le 1er août 1838. Seule la colonie d'Antigua choisit l'abolition immédiate pour ses esclaves dès 1833.
- 1838 : 12 novembre, abolition de l'esclavage au Nicaragua[29].
- 1839 : par la bulle In supremo apostolatus, le pape Grégoire XVI réaffirme les positions de son prédécesseur Paul III et dénonce le commerce des esclaves et l'esclavage.
- 1840 : première Convention antiesclavagiste mondiale, organisée en juin à Londres.
- 1846 :
  - Le 23 janvier, 1re abolition de l'esclavage en Tunisie.
  - Abolition de la traite arabe, malgache et de l'esclavage inter-mahorais « domestique » par l'administration coloniale française a Mayotte[33].
- 1847 : abolition de l'esclavage dans l'Empire ottoman[34].
- 1847 : 9 octobre, abolition de l'esclavage à Saint-Barthélemy par la Suède[35].
- 1848 :
  - 27 avril, décret d'abolition de l'esclavage en France et dans les colonies françaises d'outre-mer (Guadeloupe, Martinique, Réunion, Guyane, Sénégal) mais aussi dans les nouvelles colonies africaines où la France abolit l'esclavage arabo-berbère et intra-africain en Algérie et au Sénégal[36],
  - Dans l’hacienda Nepén de Trujillo, au Pérou où l'esclavage n'est pas encore aboli, les esclaves en rébellion proclament leur liberté.
  - 3 juillet, l'esclavage est aboli dans les colonies antillaises du Danemark (Saint-Thomas, Sainte-Croix)[37],[38].
- 1850 : abolition officielle de la traite des Noirs au Brésil. Elle se poursuit néanmoins de manière illégale.
- 1851 : 21 mai, abolition de l'esclavage en Colombie[29]. 18 juillet, en Équateur[29].
- 1853 : 1er mai, abolition de l'esclavage en Argentine[29].
- 1854 : abolition de l'esclavage au Venezuela, sous la présidence de José Gregorio Monagas.
- 1855 : abolition définitive de l'esclavage au Pérou[39].
- 1856 : abolition de l'esclavage des Roms (en Valachie et Moldavie, actuelle Roumanie[40])[41],[42],[43].
- 1857 : 5 février, au Mexique[29].
- 1861 : la Russie interdit le servage.
- 1863 : abolition de l'esclavage dans les colonies américaines des Pays-Bas (Suriname, Curaçao...).
- 1865 : les États-Unis promulguent le 13e amendement interdisant l'esclavage, sauf s'il représente une « punition d'un crime dont le coupable aura été dûment déclaré coupable ».
- 1869 : abolition de l'esclavage au Portugal[44] (elle ne sera effective qu'en 1878[45]) et le 2 octobre au Paraguay.
- 1871 : au Brésil, loi no 2040 (Loi du ventre libre), qui libérait tous les enfants nés de parents esclaves.
- 1873 : 22 mars, abolition de l'esclavage à Porto Rico (alors colonie espagnole)[46].
- 1880 : 30 janvier, en Espagne : les Cortes votent un apprentissage de huit ans qui doit conduire à une émancipation progressive des esclaves[47].
- 1885 : au Brésil, loi no 3270 (Loi Saraiva-Cotejipe (pt) ou Loi des sexagénaires), réglementant « l'extinction graduelle de l'élément servile ».
- 1886 : à Cuba, l'abolition définitive de l'esclavage[48], prévue pour 1888 par la loi de 1880, est avancée de deux ans.
- 1888 : 
  - Création de la Société anti-esclavagiste belge par Hippolyte d'Ursel, sous l'influence des idées du cardinal Charles Lavigerie. Elle assurera le financement et l'organisation dans les années 1890 de quatre expéditions militaires pour combattre les esclavagistes Arabo-Swahilis qui sévissaient dans l'est du territoire de la colonie royale du Congo (actuelle république démocratique du Congo).
  - Le 5 mai, le pape Léon XIII adresse l'encyclique In plurimis aux évêques brésiliens, rappellant l'opposition de l'Église à l'esclavage.
  - Le 13 mai, au Brésil, signature par la régente Isabelle de la Loi d'or (Lei Áurea) qui abolit l'esclavage au Brésil[47],[49], ce qui en fait le dernier pays indépendant du continent américain à abolir l'esclavage.
- 1890 : Deuxième abolition en Tunisie, décidée par les Français, sur décret d'Ali III Bey, le 28 mai 1890[50].
- 1895 : abolition de l'esclavage en Thaïlande[51].
- 1896 : abolition de l'esclavage (inter-malgache) à Madagascar[52] par l'administration coloniale française.
- 1897 : l'administration coloniale britannique établit un protectorat sur le sultanat de Zanzibar dont l'économie était totalement fondée sur le trafic d'esclaves africains et y abolit l'esclavage[52]

## XXesiècle
- 1905 : Abolition de l'esclavage inter-africain par l'administration coloniale française au Mali.
- 1907 : abolition de l'esclavage inter-africain par les Britanniques au Kenya[52]
- 1909 : abolition de l'esclavage en Chine[53]. Cependant, encore en 1930, on estime à 4 millions le nombre d'enfants en esclavage en Chine[54].
- 1922 : abolition de l'esclavage au Maroc[55].
- 1923 : abolition de l'esclavage en Afghanistan.
- 1923 : abolition de la traite d'esclaves en Éthiopie à l'occasion de son accession à la Société des Nations[56].
- 1924 : abolition de l'esclavage par les Britanniques en Irak.
- 1926 : abolition de l'esclavage au Népal et en Éthiopie[57]. Convention de Genève de la Société des Nations condamnant l'esclavage ratifiée par 44 pays. La Convention relative à l'esclavage est aussi adoptée.
- 1929 : abolition de l'esclavage en Transjordanie et en Iran.
- 1935 : abolition de l'esclavage en Éthiopie par les forces d'occupation italiennes[58], l'esclavage touchant encore environ 2 millions de personnes au début des années 1930 sur une population estimée entre 8 et 16 millions[59], malgré l'abolition de la traite en 1923.
- 1936 : interdiction de l'esclavage dans le nord du Nigéria, alors un protectorat britannique[60].
- 1937 : abolition de l'esclavage à Bahreïn.
- 1942 : en Éthiopie, peu après que le pays a recouvré son indépendance en 1942 durant la Seconde guerre mondiale, l'empereur Haïlé Sélassié abolit officiellement l'esclavage et la servitude involontaire en proclamant leur interdiction, sous la pression des Alliés occidentaux[61],[62],[63].
- 1948 : article 4 de la Déclaration universelle des droits de l’homme, confirmée par la convention de 1956.
- 1949 : abolition de l'esclavage au Koweït[55].
- 1952 : abolition de l'esclavage au Qatar. Mais la loi sur le parrainage est toujours en vigueur. Bien que d’autres pays du Golfe l'aient récemment abolie[55],[64].
- 1957 : Convention concernant l'abolition du travail forcé de l'Organisation internationale du travail.
- 1960 : abolition de l'esclavage au Niger[65]
- 1962 : abolition officielle de l'esclavage en Arabie saoudite[66],[67] et au Yemen[67].
- 1970 : abolition de l'esclavage au sultanat d'Oman[68].
- 1980 : abolition de l'esclavage en république islamique de Mauritanie. Cependant, la loi ne reçoit pas alors son décret d'application pour cause de contradiction possible avec le Coran, puisque celui-ci légifère sur l'esclavage et donc de ce fait l'admet. Il restait au moins 100 000 esclaves dans ce pays en l'an 2000[68].
- 1992 : abolition de l'esclavage au Pakistan. Cependant les législatures provinciales devaient encadrer la loi générale mais n'ont jamais été adoptées. Les comités de vigilance qui devaient contrôler l'application de la loi n'ont pas été créés non plus[69].
- 1999 : interdiction de l’esclavage au Niger (criminalisé en 2003)[65].

## XXIesiècle
- 2001 : en France, loi tendant à la reconnaissance de la traite et de l'esclavage en tant que crime contre l'humanité.
- 2003 : au Niger, criminalisation de l'esclavage[70], avec des peines allant jusqu'à 30 ans de prison[71], dans une loi qui est la première d'Afrique de l'Ouest spécifiquement dédiée à l'esclavage et à sa criminalisation[72].
- 2004 : année internationale de commémoration de la lutte contre l'esclavage et de son abolition (Organisation des Nations unies). Inauguration en France de la route pour des abolitions de l'esclavage.
- 2007 : l'ONU déclare le 25 mars « Journée internationale de célébration du bicentenaire de l'abolition de la traite transatlantique des esclaves »[73],[74].
- 2007 : adoption en république islamique de Mauritanie d'une loi criminalisant l'esclavage (aboli en 1980, mais sans décret d'application à l'époque), qui devient puni de dix ans d'emprisonnement[75].